# 톰슨 하이웨이

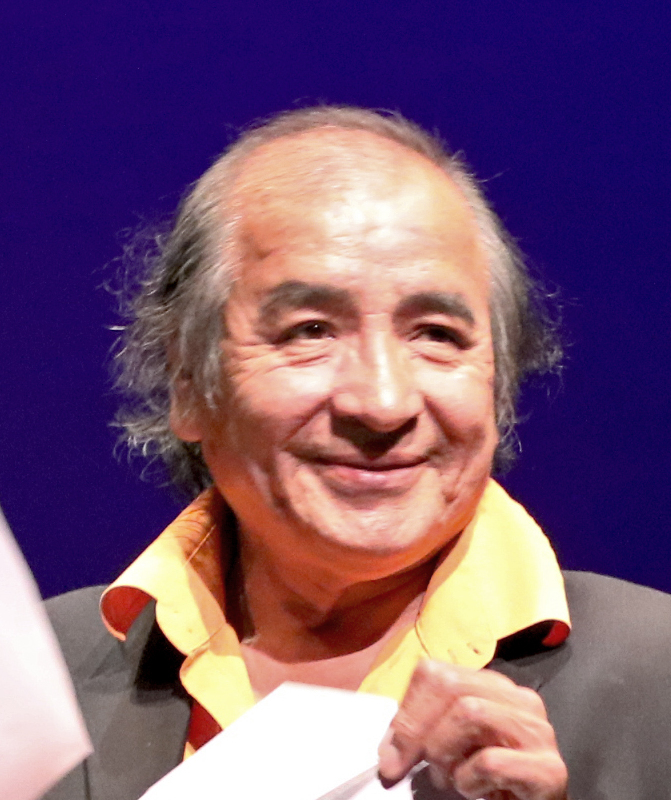
2018년 모습

톰슨 하이웨이(Tomson Highway, 1951년 12월 6일 ~ )는 캐나다 원주민 극작가이자 소설가, 아동 문학 작가이자 음악가이다.

## 생애
5남 7녀 12남매 중 11남인 톰슨은 생애 첫 6년을 북서부 매니토바의 호수와 숲에서 보냈다. 겨울엔 덫을 놓고 여름에는 낚시를 하는, 참으로 아름다운 유목민의 삶이었다. 크리어가 유일한 언어였으며 오늘날까지도 톰슨의 형제자매들은 크리어와 치페와어(Chipewyan)만 사용하고 영어를 쓰지 않는다. 톰슨은 6세부터 영어를 배워 10대 후반이 되어서야 자유롭고 유창하게 영어를 구사하게 되었다. 고교 졸업 후 매니토바 대학교 음악학부에 진학해 2년간 피아노를 공부했다. 온타리오주 런던의 웨스턴 온타리오 대학교로 자리를 옮겨 1975년 5월 우등생으로 음악 학사 학위를 받았다. 바로 이곳에서 영어권 캐나다에서 가장 존경받는 극작가이자 시인 중 한 명인 제임스 리니를 만나 함께 작업했다. 미셸 트랑블레의 극을 처음 본 것도 바로 이때였다. 30세 이후 극을 쓰기 시작했다. 초기 작품은 보호 구역과 도심 주민 센터에서 주로 원주민 관객을 대상으로 공연되었다. 1986년 12월 발표된 〈레즈 시스터스〉가 주류 무대에서 큰 반향을 불러일으켰다. 토론토의 1986∼1987년 연극 시즌 최고의 신작으로 도라 메이버 무어상(Dora Mavor Moore Award)을 수상했고, 우수한 캐나다 희곡에 수여하는 플로이드 S. 차머스 상(Floyd S. Chalmers Canadian Play Award) 후보에 선정되는 영예를 안았다(1986). 1988년 8월에는 캐나다를 대표해 에든버러 국제 연극 축제 본무대에 올랐다. “레즈” 혹은 인디언 보호 구역을 가감 없이 그려 내고 캐나다 인디언의 참모습을 세상에 알리는 것을 창작 사명으로 삼고 있다.